# К-5
К-5 — пасажирський літак, створений під керівництвом українського радянського авіаконструктора Костянтина Калініна. Наймасовіший у Радянському Союзі літак пасажирських авіаліній 30-х років XX століття.

## Історія
У жовтні 1927 року конструкторський колектив Харківського авіазаводу під керівництвом Костянтина Калініна отримав завдання на створення авіалайнера, здатного перевозити 10 — 12 пасажирів. Провідним конструктором проекту було призначено Йосипа Німана. Одним з важливих завдань, що поставили перед собою конструктори, було максимальне застосування простих і дешевих матеріалів — дерева, фанери, сталевих труб, полотна. Серед усіх комплектуючих імпортними були лише хромомолібденові осі шасі.
Після затвердження проекту в 1929 році розпочалось будівництво двох дослідних літаків, однак через дефіцит двигунів на випробування вийшла лише одна машина. Перший політ прототипу відбувся 18 жовтня 1929 року. У випробувальному польоті брав участь сам Калінін. Після успішного завершення державних випробувань, що відбувались у Москві, було прийняте рішення про серійне виробництво літака, однак ненадійний двигун Gnôme Rhône Jupiter було вирішено замінити іншим — Pratt & Whitney Hornet. Пізніше на різних модифікаціях літака використовувались інші двигуни: М-15, М-17ф, М-22.
Порівняно з попередниками К-5 був більш комфортабельним. Пасажирський салон мав опалення, у ньому були м'які зручні крісла, туалет, гардероб, вентиляція, багажне відділення. Літак був простим у пілотуванні, мав добру остійливість і гарні злітні характеристики.
У 1930 році розпочались регулярні польоти з Харкова до Москви, Мінеральних Вод, Баку. Літак виявився не лише недорогим у виробництві, але і вигідним в експлуатації. Поступово машина стала наймасовішою в цивільній авіації Радянського Союзу, повністю витіснивши з внутрішніх ліній імпортні літаки. До 1940 року К-5 був основним лайнером Аерофлоту.

## Особливості конструкції
Літак — одномоторний підкісний високоплан змішаної конструкції с класичним оперенням.
Фюзеляж — корпус прямокутного перетину, каркас зварений зі сталевих труб. Обшивка передньої частини (включно з пасажирською кабіною) гладка дюралева, задньої частини — полотняна з дротяними розчалками. Спереду моторний відсік з універсальною моторамою (під різні двигуни). Далі — закрита кабіна екіпажу. За нею — пасажирська кабіна на вісім місць.
Крило — еліптичної форми, дволонжеронне. Каркас центроплана зварний сталевий, консолей — дерев'яний, з дротяною розтяжкою. Обшивка полотняна. Підкоси крила (по два з кожного боку фюзеляжу) — сталеві труби з фанерними обтічниками.
Двигуни на різних варіантах: М-15 — 450 к.с./ 330 квт, радіальний 9-ти циліндровий з повітряним охолодженням; М-22 — 480 к.с./ 350 квт, радіальний 9-ти циліндровий з повітряним охолодженням; М-17ф — 500—730 к.с./ 365—535 квт, V-подібний 12-ти циліндровий з водяним охолодженням. Гвинт дволопатковий на усіх версіях
Вертикальне оперення — однокільове. Стабілізатори підкісні еліптичної форми. Каркас оперення дерев'яний, з полотняною обшивкою.
Шасі — двостійкове з хвостовим костилем.

## Технічні характеристики
| ЛТХ                            | Значення                       |
| ------------------------------ | ------------------------------ |
| Модель                         | К-5                            |
| Розмах крила, м                | 20.50                          |
| Довжина літака, м              | 15.87                          |
| Площа крила, м2                | 66.00                          |
| Маса порожнього літака, кг.    | 3060                           |
| Максимальна злітна маса, кг.   | 4030                           |
| Тип двигуна                    | 1 x ПД М-17Ф                   |
| Потужність, к. с.              | 1 х 730 (злітна)               |
| Максимальна швидкість, км/год. | 206                            |
| Крейсерська швидкість, км/год  | 178                            |
| Практична дальність, км.       | 960                            |
| Практична стеля, м.            | 5040                           |
| Екіпаж, чол.                   | 2                              |
| Корисне навантаження:          | 8 пасажирів або 690 кг вантажу |